# Oceanski jarak
Dubokomorski jarak je pojava koja nastaje kada se dvije litosferne ploče podvlače. Najčešće je paralelan lukovima vulkanskog otočja te planinskim lancima, a područja jaraka sklona su jakim potresima.
Dubokomorski jarci predstavljaju oceansko-oceansku granicu između litosfernih ploča. Neki od poznatih primjera dubokomorskih jaraka su:
- Marijanska brazda, najdublja oceanska brazda na Zemlji, paralelna Marijanskim otocima, koja se nalazi između Tihooceanske i Marijanske ploče
- Japanski jarak, paralelan Japanskom otočju, između Tihooceanske i Ohotske ploče
- Aleutski jarak, paralelan Aleutskim otocima, između Tihooceanske i Sjevernoameričke ploče